# دنیس پارسوف
دنیس پارسوف (روسی: Денис Володимирович Фаворов؛ زادهٔ ۱ آوریل ۱۹۹۱) بازیکن فوتبال اهل اوکراین است.